# Церковь Христа (Люденшайд)
Церковь Христа (нем. Christuskirche) — протестантская церковь в центре города Люденшайд, построенная в 1902 году; имея 1200 мест, церковь является самым крупным храмом в районе Меркиш.

## История и описание
В 1827 году — после того, как местная часовня Святого Креста была передана католической общине — в сегодняшнем районе Штернплатц города Люденшайд на десятилетия единственной протестантской церковью осталась Церковь Христа, которая в тот период называлась просто «Stadtkirche» («городская церковь»). Существенный рост населения города в конце XIX и начале XX века привёл общину к решению построить новое здание: оно было возведено в период 1900—1902 годов по проекту барменского архитектора Густава Адольфа Фишера. По случаю освящения нового здания, церковь получила и новое название. Здание существенно пострадало в годы Второй мировой войны — в особенности от бомбардировки 1945 года; в последующие годы ущерб постепенно был устранен. 7 июля 1986 года Церковь Христа была внесена в список памятников архитектуры Люденшайда.
Колокольня церкви, с характерным остроконечным каменным шпилем, является самой высокой в Люденшайде: её высота составляет 61,5 метра. Она доминирует над значительной частью городского центра и образует важную доминанту в городском пейзаже. В неоготическом здании использованы многие элементы высокой готики: за образец была взята Троицкая церковь (нем. Trinitatis-Kirche) в берлинском Шарлоттенбурге. Орган храма был также создан в 1902 году и перестроен (отремонтирован) в 1957 году: в 2008 году конструкция инструмента была в значительной мере возвращена в свое первоначальное состояние.